# العلاقات الإريترية الإندونيسية
العلاقات الإريترية الإندونيسية هي العلاقات الثنائية التي تجمع بين إريتريا وإندونيسيا.

## مقارنة بين البلدين
هذه مقارنة عامة ومرجعية للدولتين:
| وجه المقارنة                                              | إريتريا                                      | إندونيسيا         |
| --------------------------------------------------------- | -------------------------------------------- | ----------------- |
| المساحة (كم2)                                             | 117.60 ألف                                   | 1.90 مليون        |
| عدد السكان (نسمة)                                         | 6.33 مليون                                   | 263.99 مليون      |
| الكثافة السكانية (ن./كم²)                                 | 53.83                                        | 138.94            |
| العاصمة                                                   | أسمرة                                        | جاكرتا            |
| اللغة الرسمية                                             | اللغة التغرينية، اللغة العربية، لغة إنجليزية | اللغة الإندونيسية |
| العملة                                                    | ناكفا                                        | روبية إندونيسية   |
| الناتج المحلي الإجمالي (بليون دولار)                      | 2.61 مليار                                   | 1.02 تريليون      |
| الناتج المحلي الإجمالي (تعادل القوة الشرائية) بليون دولار |                                              | 2.85 تريليون      |
| الناتج المحلي الإجمالي الاسمي للفرد دولار أمريكي          |                                              | 3.35 ألف          |
| الناتج المحلي الإجمالي للفرد دولار أمريكي                 |                                              | 10.52 ألف         |
| مؤشر التنمية البشرية                                      | 0.391                                        | 0.684             |
| رمز المكالمات الدولي                                      | +291                                         | +62               |
| رمز الإنترنت                                              | .er                                          | .id               |
| المنطقة الزمنية                                           | ت ع م+03:00                                  |                   |

## منظمات دولية مشتركة
يشترك البلدان في عضوية مجموعة من المنظمات الدولية، منها:
| علم المنظمة | اسم المنظمة                        | تاريخ انضمام إريتريا | تاريخ انضمام إندونيسيا |
| ----------- | ---------------------------------- | -------------------- | ---------------------- |
|             | مؤسسة التمويل الدولية              | 11 أكتوبر 1995       | 23 أبريل 1968          |
|             | منظمة حظر الأسلحة الكيميائية       | ?                    | ?                      |
|             | يونسكو                             | 2 سبتمبر 1993        | 27 مايو 1950           |
|             | الاتحاد الدولي للاتصالات           | 6 أغسطس 1993         | 1949                   |
|             | الأمم المتحدة                      | 28 مايو 1993         | 28 سبتمبر 1950         |
|             | منظمة الشرطة الجنائية الدولية      | ?                    | 5 أكتوبر 1954          |
|             | البنك الدولي للإنشاء والتعمير      | 6 يوليو 1994         | 13 أبريل 1967          |
|             | الاتحاد البريدي العالمي            | ?                    | ?                      |
|             | مؤسسة التنمية الدولية              | 6 يوليو 1994         | 20 أغسطس 1968          |
|             | وكالة ضمان الاستثمار متعدد الأطراف | 10 سبتمبر 1996       | 12 أبريل 1988          |

## وصلات خارجية
- موقع وزارة الخارجية الإندونيسية